# Szachy (wieś)
Szachy – wieś sołecka w Polsce położona w województwie lubelskim, w powiecie bialskim, w gminie Drelów. Leży przy linii kolejowej nr 2 Warszawa Centralna – Terespol.
| SIMC    | Nazwa | Rodzaj    |
| ------- | ----- | --------- |
| 1021636 | Tryb  | część wsi |

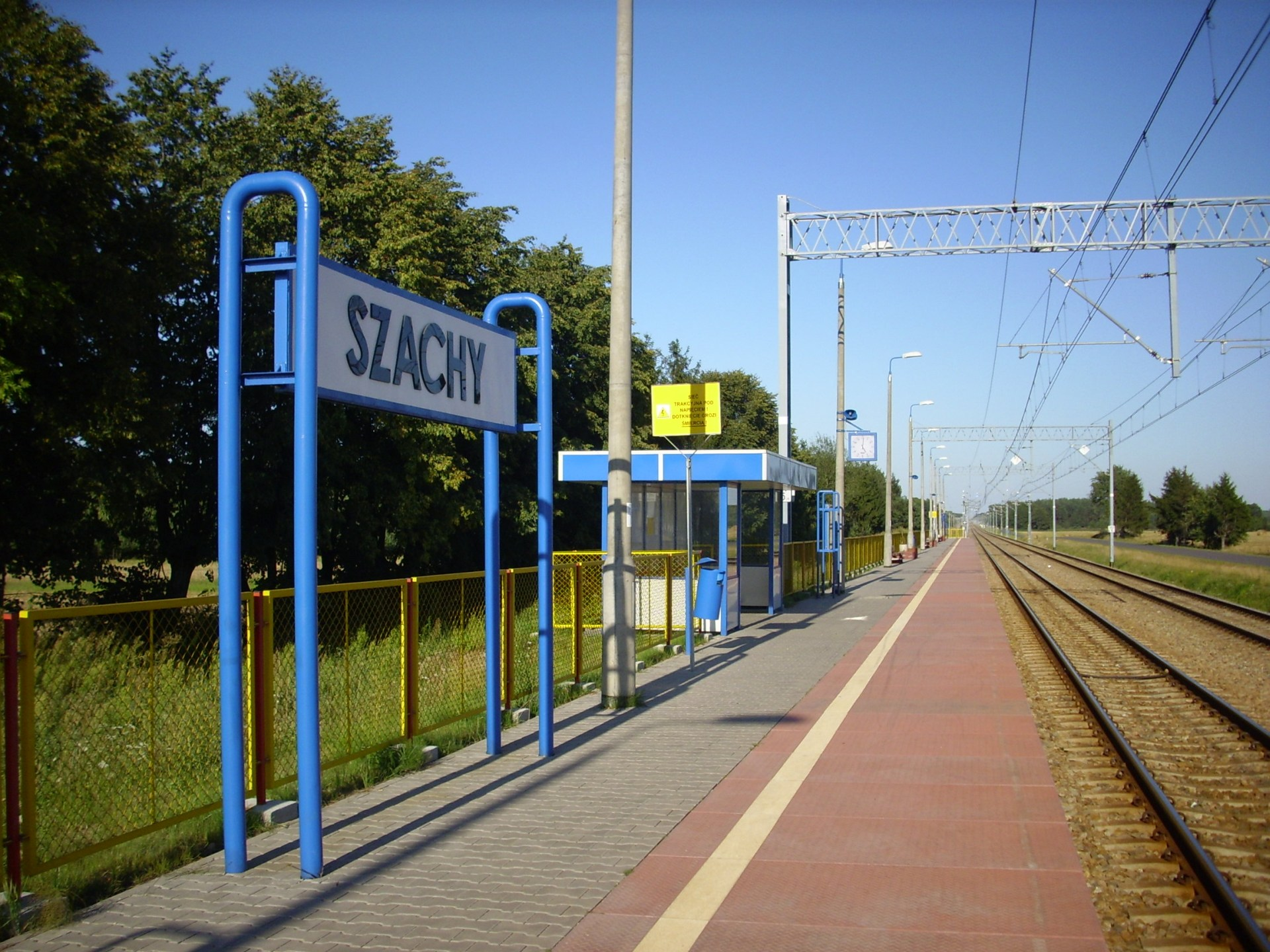
Szachy (przystanek kolejowy) po modernizacji (2009)

W latach 1975–1998 miejscowość administracyjnie należała do województwa bialskopodlaskiego.
Wieś jest sołectwem w gminie Drelów. Według Narodowego Spisu Powszechnego z roku 2011 wieś liczyła 372 mieszkańców.
Wierni Kościoła rzymskokatolickiego należą do parafii św. Barbary w Dołdze.

## Historia
W wieku XIX wieś w dobrach Międzyrzec hrabiny Potockiej w roku 1883  było tu osad 21, z gruntem mórg 463.
Wieś była własnością starosty guzowskiego i nowomiejskiego Stanisława Opalińskiego, leżała w województwie podlaskim w 1673 roku. 